# Santa Lucía (La Brea)
Santa Lucía es una localidad peruana ubicada en el distrito de La Brea, perteneciente a la provincia de Talara del departamento de Piura, al norte del Perú. En el 2017 tenía una población de 71 habitantes.